# Константин Лакапин
Константин Лакапин (греч. Κωνσταντίνος  Λακαπηνός; Константинополь — 950-е, Самотраки, Македония-Фракия) — сын и соправитель византийского императора Романа I Лакапина.
Константин был сыном Романа Лакапина и его жены Феодоры. В 919 году Роман, бывший до этого простым полководцем, устроил военный переворот и стал регентом при малолетнем императоре Константине VII. Для упрочения положения он выдал за императора дочь Елену и стал таким образом императорским тестем, а год спустя сделался соправителем империи. В мае 921 года соправителем был объявлен его старший сын Христофор, а 25 декабря 924 года — следующие сыновья Стефан и Константин.
В 931 году Христофор умер. Так как Константин VII к тому времени был лишь номинальным императором, то Стефан стал главой линии наследования власти в империи. В 939 году Константин Лакапин женился на Елене, а после её смерти в 940 году — на Феофане Мамас. Известно, что у Константина был сын по имени Роман, но не ясно, от которой из жён.
В 943 году Роман I захотел, чтобы его внук Роман II (сын Константина VII и Елены Лакапин) женился на Евфросинье — дочери генерала Иоанна Куркуаса. Так как это бы упрочило положение легитимной линии Македонской династии, идущей через Константина VII, то Стефан и Константин восстали против этого решения, и убедили своего больного и старого отца осенью 944 года отправить Куркуаса в отставку, а Роман II женился на Берте, дочери прованского короля Гуго.
В 943 году Роман I составил завещание, в соответствии с которым после его смерти старшим императором должен был стать Константин VII. Стефан и Константин Лакапины организовали заговор, и 20 декабря 944 года вывезли отца на остров Проти, где заставили отречься от престола и насильно постригли в монахи. Однако общая ситуация в Константинополе не позволила Стефану и Константину отстранить Константина VII от власти: они вынуждены были признать его старшим императором.
Елена — дочь Романа I и жена Константина VII — не смирилась с произошедшим, обвинив Стефана и Константина Лакапинов в заговоре с целью свержения законного императора. Пришедший в ужас суд тут же вынес решение схватить сыновей Романа I (процарствовавших без отца лишь 40 дней) и выслать их на остров, где находился их отец, который их встретил не без злорадства. Потом Константина перевели на Тенедос, а затем — на Самотраки, где он был убит при попытке к бегству.